# Wurunkatte
Wurunkatte – hetycki bóg wojny. Jego kult przejęty został przez Hetytów z Mezopotamii. Hetyci określali go często sumeryjsko-semickim imieniem Zababa.  Wurunkatte w języku protohetyckim oznacza ''Król/Pan (katte) [tego] Kraju (wurun)"